# In League with Dragons
In League with Dragons — семнадцатый студийный альбом американской инди-рок группы The Mountain Goats из Клермонта (Калифорния). Он был выпущен 26 апреля 2019 года на лейбле Merge Records. Вдохновлённый настольными ролевыми играми, такими как Dungeons & Dragons, альбом был описан как «частичная рок-опера» с влиянием нуарной литературы.

## История
Инди-рок группа The Mountain Goats выпустила свой 16-й полноформатный студийный альбом Goths 19 мая 2017 года на лейбле Merge Records. Альбом был вдохновлён тем, что Джон Дарниэль с детства увлекался готическим роком. После поддержки Джейсона Исбелла в туре в июне и июле 2017 года Mountain Goats отправились в хедлайнерский тур по Северной Америке с сентября по декабрь 2017 года в поддержку Goths.
Учитывая увлечённость фронтмэна Джона Дарниэлла чужими жизнями, вполне логично, что когда-то он был заядлым фанатом многопользовательских ролевых игр, в частности Dungeons & Dragons, где можно создать свою собственную личность, и это увлечение послужило фоном для книги 2019 года «В лиге с драконами». Однако, хотя Дарниэль изначально описывал проект как «неполную рок-оперу» о маленьком городке, которым правит волшебник и которому мешают драконы, где-то в конце концов он начал идти другими путями, и самый сильный долг этого альбома перед D&D заключается в том, как истории и люди, которые их населяют, могут меняться от броска кубиков. Дарниелл нашёл стабильную бэк-группу, которая дополняет его музыку (Мэтт Дуглас на гитаре и деревянных духовых, басист Питер Хьюз и барабанщик Джон Вурстер).

## Отзывы
| Совокупная оценка    | Совокупная оценка |
| Источник             | Оценка            |
| -------------------- | ----------------- |
| Metacritic           | 77/100            |
| Оценки критиков      |                   |
| Источник             | Оценка            |
| AllMusic             | [ 2 ]             |
| Consequence of Sound | B−                |
| The Guardian         | [ 10 ]            |
| Pitchfork            | 7.4/10            |
| Rolling Stone        | [ 12 ]            |

In League with Dragons получил в основном положительные отзывы от современных музыкальных критиков. На сайте Metacritic, который присваивает нормализованный рейтинг из 100 баллов рецензиям от современных критиков, альбом получил средний балл 77, основанный на 14 рецензиях, что означает «в целом благоприятные отзывы». Критик AllMusic Марк Деминг оценил альбом на 4 из 5 и отметил, что «In League with Dragons не хватает последовательной сквозной линии, которая помогла сделать Beat the Champ 2015 года и Goths 2017 года такими приятными. Но как набор песен, In League with Dragons абсолютно соответствует высоким стандартам последних работ Mountain Goats. Теневой преступник из „Waylon Jennings Live!“, игрок в мяч, чьи лучшие дни остались позади в „Doc Gooden“, незадачливый и тихо отчаявшийся рассказчик из „An Antidote for Strychnine“ и амбициозный мелкий музыкант из „Passaic 1975“ — это люди, которых мог создать не кто иной, как Джон Дарниэль, и он наделяет каждого из них определённым достоинством вместе с их мечтами и неудачами, и они чувствуют себя тем более реальными благодаря его литературным задумкам. Мелодии Дарниелла почти так же эффективны, как и его тексты. In League with Dragons — это тихий блестящий альбом, который становится сильнее с каждым разом, и тот факт, что Mountain Goats могут выпускать что-то настолько хорошее каждые 24—36 месяцев, говорит о том, что Дарниэль может быть одним из самых важных природных ресурсов Америки».

## Список композиций
Слова и музыка всех песен — John Darnielle.
| №                   | Название                       | Длительность |
| ------------------- | ------------------------------ | ------------ |
| 1.                  | «Done Bleeding»                | 4:38         |
| 2.                  | «Younger»                      | 5:52         |
| 3.                  | «Passaic 1975»                 | 3:55         |
| 4.                  | «Clemency for the Wizard King» | 2:47         |
| 5.                  | «Possum by Night»              | 2:59         |
| 6.                  | «In League with Dragons»       | 3:11         |
| 7.                  | «Doc Gooden»                   | 4:19         |
| 8.                  | «Going Invisible 2»            | 3:05         |
| 9.                  | «Waylon Jennings Live!»        | 3:15         |
| 10.                 | «Cadaver Sniffing Dog»         | 3:55         |
| 11.                 | «An Antidote for Strychnine»   | 6:04         |
| 12.                 | «Sicilian Crest»               | 4:22         |
| Общая длительность: | Общая длительность:            | 48:22        |

| №   | Название                 | Длительность |
| --- | ------------------------ | ------------ |
| 13. | «Sentries in the Ambush» | 2:48         |
| 14. | «Divided Sky Lane»       | 3:38         |

## Чарты
| Чарт (2019)                            | Высшая позиция |
| -------------------------------------- | -------------- |
| Австралия Digital Albums (ARIA)        | 33             |
| Шотландия (Scottish Albums Chart)      | 65             |
| США (Billboard 200)                    | 110            |
| США (Billboard Top Alternative Albums) | 9              |
| США (Billboard Folk Albums)            | 5              |
| США (Billboard Top Rock Albums)        | 16             |